# Première Ligue de Soccer du Québec
La Première Ligue de Soccer du Québec è un campionato semi-professionistico creato nel 2012 e gestito dalla Fédération de soccer du Québec. Il campionato occupa il terzo livello nella piramide calcistica canadese insieme alla League1 Ontario.

## Storia
Il calcio in Canada è storicamente considerato uno sport minore, ma nel corso del tempo l'interesse e la diffusione sono andati aumentando, grazie a fattori come il consistente flusso migratorio in ingresso, o la progressiva diffusione planetaria di tale gioco. Nel 2014 il calcio era lo sport più praticato in Québec, in tutte le sue regioni.
La Première Ligue de Soccer du Québec (nota con l'acronimo PLSQ) nasce nel 2012, a seguito della decisione da parte della federazione di modificare l'organizzazione dei campionati minori: il terzo livello calcistico canadese viene costituito da diversi campionati semiprofessionistici articolati al livello delle province.
Dal 2014 al 2016 la vincitrice della PLSQ ha giocato la Coppa Interprovinciale contro la vincitrice della League1 Ontario, mentre dal 2017 accede al Canadian Championship dell'anno successivo.

## Formula
Per la stagione 2020 il campionato è composto da 9 squadre, ogni squadra incontra tutte le altre due volte, con la formula dell'andata e ritorno. La squadra che ottiene più punti al termine della stagione regolare viene dichiarata campione. Come in tutti i campionati calcistici di Stati Uniti e Canada non esiste un sistema di promozioni e retrocessioni.
Alla fine dell'anno viene giocata anche una Coppa di Lega, a cui partecipano tutte le squadre. La finale si gioca in campo neutro.
Ogni squadra può avere in rosa da 16 a 25 giocatori, e fra questi almeno 9 devono avere lo status di professionisti.

## Squadre della PLSQ
| Squadra                  | Città                    | Regione            | Stadio                       | Esordio |
| ------------------------ | ------------------------ | ------------------ | ---------------------------- | ------- |
| AS Laval                 | Laval                    | Laval              | Parc Cartier                 | 2018    |
| Blainville               | Blainville               | Laurentides        | Stade du Parc Blainville     | 2012    |
| Celtix du Haut-Richelieu | Saint-Jean-sur-Richelieu | Montérégie         | Stade Alphonse-Desjardins    | 2020    |
| FC Laval                 | Laval                    | Laval              | Parc Cartier                 | 2019    |
| Lanaudière-Nord          | Terrebonne               | Lanaudière         | Stade André-Courcelles       | 2012    |
| Longueuil                | Longueuil                | Montérégie         | Centre Multi Sport 1         | 2014    |
| Mont-Royal Outremont     | Mont-Royal               | Montréal           | Rec de Mont-Royal            | 2013    |
| CF Montréal Riserve      | Montréal                 | Montréal           | Centre Nutrilait             | 2022    |
| Ottawa South Utd         | Ottawa                   | Ontario            | MNP Stadium                  | 2020    |
| Royal-Sélect Beauport    | Québec                   | Capitale-Nationale | Centre Sportif Marc-Simoneau | 2021    |
| Saint-Laurent            | Saint-Laurent            | Montréal           | -                            | 2022    |
| St-Hubert                | Longueuil                | Montérégie         | Parc Rosanne-Laflamme        | 2017    |

### Non più presenti
| Squadra             | Città      | Regione            | Stadio                    | Esordio | Ultima stagione |
| ------------------- | ---------- | ------------------ | ------------------------- | ------- | --------------- |
| Boisbriand          | Boisbriand | Laurentides        | Parc Régional 640         | 2012    | 2013            |
| Brossard            | Brossard   | Montérégie         | Terrain Illinois          | 2012    | 2013            |
| Saint-Léonard       | Montréal   | Montréal           | Stade Hébert              | 2012    | 2013            |
| Montréal-Nord       | Montréal   | Montréal           | Parc Saint-Laurent        | 2014    | 2014            |
| Lakeshore SC        | Kirkland   | Montréal           | John Abbott College       | 2015    | 2016            |
| Ottawa Fury Academy | Ottawa     | -                  | Algonquin College         | 2015    | 2016            |
| Dynamo de Québec    | Québec     | Capitale-Nationale | Polyv. L'Ancienne-Lorette | 2017    | 2019            |
| Gatineau            | Gatineau   | Outaouais          | Mont-Bleu                 | 2013    | 2019            |

## Albo d'oro
| Stagione      | Vincitore            | Vincitore Coppa di Lega |
| ------------- | -------------------- | ----------------------- |
| 2012 Dettagli | Saint-Léonard        | Non disputata           |
| 2013 Dettagli | Mont-Royal Outremont | Mont-Royal Outremont    |
| 2014 Dettagli | Longueuil            | Gatineau                |
| 2015 Dettagli | Mont-Royal Outremont | Lakeshore               |
| 2016 Dettagli | Mont-Royal Outremont | Blainville              |
| 2017 Dettagli | Blainville           | Blainville              |
| 2018 Dettagli | Blainville           | Lanaudière-Nord         |
| 2019 Dettagli | Blainville           | FC Laval                |
| 2020 Dettagli | Blainville           | Non disputata           |
| 2021 Dettagli | Mont-Royal Outremont | Non disputata           |
| 2022 Dettagli | Blainville           | Non disputata           |

### Coppa Interprovinciale
- 2014:   Toronto FC Academy
- 2015:   Blue Devils
- 2016:   Mont-Royal Outremont